# مارتن كامن
مارتن كامن (بالإنجليزية: Martin Kamen)‏ هو فيزيائي وكيميائي وأستاذ جامعي وعالم كيمياء حيوية أمريكي وكندي، ولد في 27 أغسطس 1913 في تورونتو في كندا، وتوفي في 31 أغسطس 2002 في مونتيسيتو في الولايات المتحدة.